# Seurre
Pour les articles homonymes, voir Seurre (homonymie).
Seurre est une commune française située dans le canton de Brazey-en-Plaine du département de la Côte-d'Or en région Bourgogne-Franche-Comté.

## Géographie

### Localisation

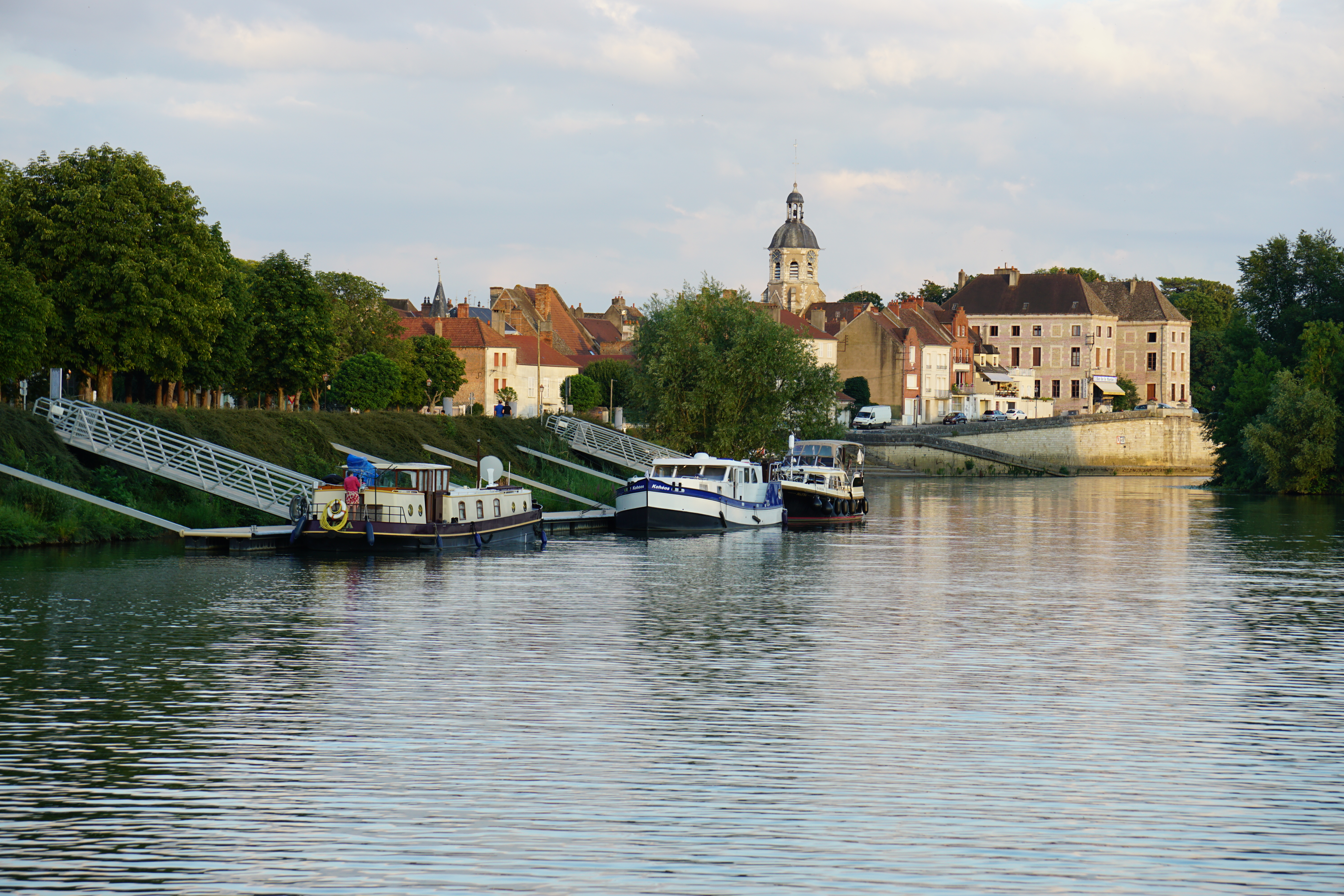
Seurre - les quais de la Saône.

Située dans la vallée de la Saône, à son confluent avec la dérivation de Seurre, la petite ville est un lieu de passage de la rivière au sud du département de la Côte-d'Or. À 40 km au sud de Dijon et 22 à l'est de Beaune, Seurre est l'ancien chef-lieu d'un canton essentiellement agricole : il assure le transport des céréales du secteur par péniche ou par train et reste un lieu de commerce attractif pour les villages environnants.
| Glanon                 | Labruyère |                   |
| Pouilly-sur-Saône      | Seurre    | Chamblanc Lanthes |
| Labergement-lès-Seurre | Jallanges |                   |

### Climat
Pour des articles plus généraux, voir Climat de la Bourgogne-Franche-Comté et Climat de la Côte-d'Or.
En 2010, le climat de la commune est de type climat océanique dégradé des plaines du Centre et du Nord, selon une étude du Centre national de la recherche scientifique s'appuyant sur une série de données couvrant la période 1971-2000. En 2020, Météo-France publie une typologie des climats de la France métropolitaine dans laquelle la commune est exposée à un climat semi-continental et est dans la région climatique Bourgogne, vallée de la Saône, caractérisée par un bon ensoleillement (1 900 h/an), un été chaud (18,5 °C), un air sec au printemps et en été et des vents faibles.
Pour la période 1971-2000, la température annuelle moyenne est de 11,1 °C, avec une amplitude thermique annuelle de 18 °C. Le cumul annuel moyen de précipitations est de 810 mm, avec 11,2 jours de précipitations en janvier et 7,5 jours en juillet. Pour la période 1991-2020, la température moyenne annuelle observée sur la station météorologique de Météo-France la plus proche, « Pagny-le-chateau », sur la commune de Chamblanc à 2 km à vol d'oiseau, est de 11,7 °C et le cumul annuel moyen de précipitations est de 802,0 mm,. Pour l'avenir, les paramètres climatiques de la commune estimés pour 2050 selon différents scénarios d'émission de gaz à effet de serre sont consultables sur un site dédié publié par Météo-France en novembre 2022.
| Mois                                  | jan.           | fév.           | mars           | avril       | mai           | juin          | jui.           | août           | sep.           | oct.            | nov.            | déc.           | année      |
| ------------------------------------- | -------------- | -------------- | -------------- | ----------- | ------------- | ------------- | -------------- | -------------- | -------------- | --------------- | --------------- | -------------- | ---------- |
| Température minimale moyenne (°C)     | 0,4            | 0,6            | 2,8            | 5,5         | 9,6           | 12,9          | 14,6           | 14,3           | 11             | 8               | 3,7             | 1,3            | 7,1        |
| Température moyenne (°C)              | 3,2            | 4,3            | 7,8            | 11,1        | 15,1          | 18,7          | 20,7           | 20,4           | 16,4           | 12,3            | 6,9             | 3,9            | 11,7       |
| Température maximale moyenne (°C)     | 5,9            | 7,9            | 12,8           | 16,7        | 20,6          | 24,6          | 26,8           | 26,5           | 21,9           | 16,5            | 10              | 6,5            | 16,4       |
| Record de froid (°C) date du record   | −13 04.01.1993 | −12,3 05.02.12 | −11,7 01.03.05 | −4 08.04.21 | 0 03.05.21    | 4,3 02.06.06  | 6,3 03.07.1996 | 5,8 29.08.1998 | 0,9 30.09.1995 | −5,6 31.10.1997 | −8,8 24.11.1998 | −17,8 20.12.09 | −17,8 2009 |
| Record de chaleur (°C) date du record | 17,3 01.01.23  | 20,1 24.02.21  | 25 31.03.21    | 28 25.04.07 | 31,1 25.05.09 | 36,3 19.06.22 | 39,3 31.07.20  | 39,6 07.08.03  | 34,3 14.09.20  | 29 02.10.23     | 21,2 07.11.15   | 16,8 01.12.00  | 39,6 2003  |
| Précipitations (mm)                   | 58,4           | 50,7           | 52,6           | 60,4        | 78,5          | 71,3          | 73,9           | 65,6           | 60,1           | 84              | 82,9            | 63,6           | 802        |

## Urbanisme

### Typologie
Au 1er janvier 2024, Seurre est catégorisée bourg rural, selon la nouvelle grille communale de densité à 7 niveaux définie par l'Insee en 2022.
Elle appartient à l'unité urbaine de Seurre, une agglomération intra-départementale dont elle est ville-centre,. La commune est en outre hors attraction des villes,.

### Occupation des sols
L'occupation des sols de la commune, telle qu'elle ressort de la base de données européenne d’occupation biophysique des sols Corine Land Cover (CLC), est marquée par l'importance des territoires agricoles (72,2 % en 2018), en diminution par rapport à 1990 (73,1 %). La répartition détaillée en 2018 est la suivante :
terres arables (59 %), zones urbanisées (16 %), prairies (10,4 %), eaux continentales (8,2 %), zones industrielles ou commerciales et réseaux de communication (3,2 %), zones agricoles hétérogènes (2,7 %), mines, décharges et chantiers (0,2 %), forêts (0,2 %). L'évolution de l’occupation des sols de la commune et de ses infrastructures peut être observée sur les différentes représentations cartographiques du territoire : la carte de Cassini (XVIIIe siècle), la carte d'état-major (1820-1866) et les cartes ou photos aériennes de l'IGN pour la période actuelle (1950 à aujourd'hui).

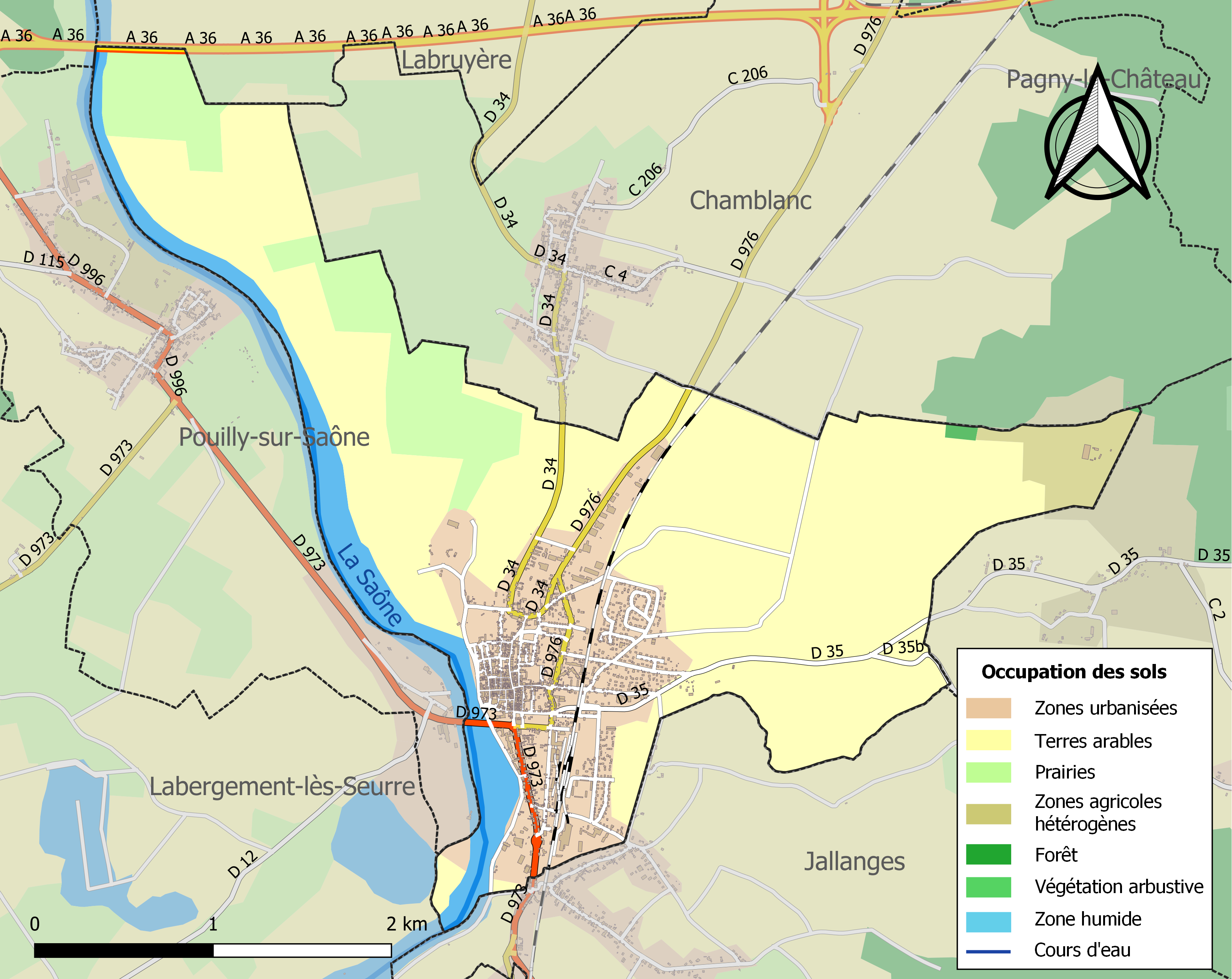
Carte des infrastructures et de l'occupation des sols de la commune en 2018 (CLC).

## Toponymie
Son nom aurait pour origine un mot bas-latin saburra, à rapprocher de sable, gravier.

## Histoire
C'est la ville d'origine de la famille de Bossuet, dont la maison est devenue l'Office de Tourisme de la petite ville qui comporte aussi une église du XIVe siècle avec un important carillon (47 cloches) et un hôpital du XVIIe siècle encore en fonctionnement pour l'accueil des malades très âgés.
En 1496, on joua la pièce "Le mystère de Saint Martin", d'Andrieu de la Vigne (av. 1470-vers 1515/1526), commandée par les édiles de Seurre,.
La seigneurie de Seurre, notamment le fief-baronnie de Saint-Georges au sud de la ville (débordant sur Jallanges), sur la rive gauche de la Saône en face de l'Ile aux Bœufs, était au Moyen Age détenue par la Maison de Neublans qui possédait de nombreux biens dans le nord de la plaine de Bresse-vallée de la Saône-bas Doubs (Bresse jurassienne et bourguignonne),; le mariage de Philippe Ier de Neublans avec l'héritière Eglantine de Pouilly vers la mi-XIIe siècle est à l'origine d'une partie de cet ensemble féodal (Pouilly, Pagny, Seurre...). Puis Seurre échoit à la branche des Neublans qui relève le nom prestigieux de Vienne au XIIIe siècle (tout en adoptant aussi le nom d'Antigny, un château venu aux Neublans par un mariage vers 1200), branche illustrée notamment par Guillaume de St-Georges (cf. l'article Ste-Croix). Les descendants de Guillaume de Vienne gardent Seurre et St-Georges jusqu'au début du XVIIe siècle : les Hochberg, les Orléans-Longueville, les Savoie-Nemours-Genève jusqu'aux ducs Charles-Emmanuel et Henri, enfin les Lorraine-Mercœur (le 13 mai 1606, ledit Henri, duc de Nemours, échange Seurre et St-Georges, contre Duingt, avec Marie de Luxembourg-Martigues, veuve de Philippe-Emmanuel de Lorraine-Mercœur qui était le fils de Nicolas de Lorraine et Jeanne de Savoie-Nemours, cette dernière étant la tante desdits ducs Henri et Charles-Emmanuel).
Mais les Luxembourg-Mercœur cèdent Seurre et St-Georges en 1609 à Roger II de St-Lary de Bellegarde, un familier des rois Henri III et Henri IV, Grand écuyer de France en 1605, gouverneur de Bourgogne en 1602-1631 ; sa seigneurie est érigée en marquisat de Seurre dès 1611.
En 1619, Louis XIII crée le titre de duc de Bellegarde à partir du marquisat de Seurre, au profit dudit Roger II de Saint-Lary-Bellegarde (vers 1562-1646) : mais le duché est transféré à Soisy/Choisy-aux-Loges en 1645/1646. Depuis 1619, Seurre porte aussi le nom de Bellegarde sur la Saône, et appartient aux Condés depuis le prince Henri II et sa femme Charlotte-Marguerite de Montmorency (1594-1650), parents du Grand Condé (acquisition du marquisat de Seurre en 1646 sur Roger de St-Lary et ses héritiers, les Pardaillan d'Antin ; les Condés sont aussi gouverneurs de Bourgogne). Les Condés se parent alors du titre de ducs de Bellegarde, en fait plutôt un titre de courtoisie puisque le duché n'a pas été formellement recréé à Seurre (celui de Choisy s'étant d'ailleurs éteint dès 1646).
En 1772/1775, la seigneurie de Seurre est vendue par Louis-François-Joseph de Conti, comte de la Marche puis dernier prince de Conti (1734-1814), héritier en 1758 de sa grand-tante Louise-Anne de Condé, Mlle de Charolais, à Jacques Batailhe de Francès, gentilhomme ordinaire du Roi, ministre plénipotentiaire en Angleterre († le 15 septembre 1788 à Seurre ; fils du financier Jean-Fauste Batailhe de Francès, et beau-frère de Thomas Walpole par sa sœur Jeanne-Marguerite Batailhe),.
En novembre 1754, Mandrin libère les prisonniers détenus à l'Hôtel de Ville.
Le 13 août 1698, un arrêt du parlement de Dijon condamna maître Philibert Robert, curé de la ville de Seurre, accusé de quiétisme à être brûlé vif, son corps réduit en cendres et icelles jetées au vent. Heureusement ce prêtre avait à temps pris la fuite, et l'arrêt porte que, pour son absence, l'exécution sera faite par figure.
En avril 1789, une émeute est dispersée pacifiquement par un détachement du régiment de La Fère commandé par le lieutenant Bonaparte.
Seurre est la ville natale du peintre Louis Carbonnel (1858-1938).
Après la perte de l'Alsace-Lorraine en 1871, la plantation du houblon couvrira 30 ha.
La gare ferroviaire de Seurre est mise en service le 20 juin 1882 par la Compagnie des chemins de fer de Paris à Lyon et à la Méditerranée (PLM).
Un faubourg du sud de Seurre, Saint-Georges, abritait un château disparu, fief de l'illustre Maison de Vienne, par exemple Guillaume (vers 1361/1362-1437, inhumé dans l'église des Augustins de St-Georges de Seurre).

## Politique et administration

### Liste des maires
| Période   | Période   | Identité          | Étiquette | Qualité                                                         |
| --------- | --------- | ----------------- | --------- | --------------------------------------------------------------- |
| 1962      | 1971      | Roger Guillien    |           |                                                                 |
| 1971      | 1973      | Fernand Bonnin    |           |                                                                 |
| 1973      | 1977      | Raymond Paraire   |           |                                                                 |
| 1977      | 1997      | Jacques Toulouse  | PS        |                                                                 |
| 1997      | mars 2001 | André Ernstberger |           |                                                                 |
| mars 2001 | mars 2008 | Jean-Noël Couzon  | DVD       | Conseiller général (1980-2008)                                  |
| mars 2008 | mars 2014 | Roland Bonnaire   | PCF       |                                                                 |
| mars 2014 | En cours  | Alain Becquet     | PS        | Responsable Clients Entreprises à la Poste, conseiller régional |

### Jumelages
- Bodenheim (Allemagne)
- Beauraing (Belgique)

## Population et société

### Démographie
L'évolution du nombre d'habitants est connue à travers les recensements de la population effectués dans la commune depuis 1793. Pour les communes de moins de 10 000 habitants, une enquête de recensement portant sur toute la population est réalisée tous les cinq ans, les populations de référence des années intermédiaires étant quant à elles estimées par interpolation ou extrapolation. Pour la commune, le premier recensement exhaustif entrant dans le cadre du nouveau dispositif a été réalisé en 2008.

En 2022, la commune comptait 2 336 habitants, en évolution de −1,89 % par rapport à 2016 (Côte-d'Or : +0,82 %, France hors Mayotte : +2,11 %).
| 1793  | 1800  | 1806  | 1821  | 1836  | 1841  | 1846  | 1851  | 1856  |
| ----- | ----- | ----- | ----- | ----- | ----- | ----- | ----- | ----- |
| 2 766 | 2 763 | 3 111 | 2 975 | 3 700 | 3 512 | 3 074 | 3 079 | 2 884 |

| 1861  | 1866  | 1872  | 1876  | 1881  | 1886  | 1891  | 1896  | 1901  |
| ----- | ----- | ----- | ----- | ----- | ----- | ----- | ----- | ----- |
| 2 817 | 2 787 | 2 590 | 2 521 | 2 550 | 2 517 | 2 413 | 2 329 | 2 286 |

| 1906  | 1911  | 1921  | 1926  | 1931  | 1936  | 1946  | 1954  | 1962  |
| ----- | ----- | ----- | ----- | ----- | ----- | ----- | ----- | ----- |
| 2 217 | 2 161 | 1 916 | 2 056 | 2 076 | 2 079 | 2 144 | 2 191 | 2 396 |

| 1968  | 1975  | 1982  | 1990  | 1999  | 2006  | 2008  | 2013  | 2018  |
| ----- | ----- | ----- | ----- | ----- | ----- | ----- | ----- | ----- |
| 2 683 | 2 822 | 2 694 | 2 728 | 2 666 | 2 500 | 2 446 | 2 435 | 2 326 |

| 2022  | - | - | - | - | - | - | - | - |
| ----- | - | - | - | - | - | - | - | - |
| 2 336 | - | - | - | - | - | - | - | - |

### Environnement
En raison de ses efforts pour la qualité de son environnement nocturne, la commune a été labellisée « Village 1 étoile », en 2013. Le label est décerné par l'Association nationale pour la protection du ciel et de l'environnement nocturnes (ANPCEN) et compte 5 échelons. Un panneau, disposé aux entrées du village, indique cette distinction.

### Cultes
Seurre est le siège d'une paroisse catholique du diocèse de Dijon, qui regroupe un total de vingt villages situés aux alentours.
Cette paroisse dépend plus particulièrement du doyenné « Plaine de Saône », qui, outre Seurre, comprend les paroisses de : Auxonne, Brazey-en-Plaine, Genlis, Saint-Jean-de-Losne et Saint-Just-de-Bretenières.

## Économie

### Tourisme
Seurre est un centre de tourisme important du Val de Saône avec la maison de la famille Bossuet transformée en écomusée de la Saône et avec des monuments historiques comme l'église Saint-Martin du XIVe siècle ou les Hospices de Seurre, ancien Hôtel-Dieu du XVIIe siècle.
Un parcours patrimonial nommé "Parcours Jacquemart" a été inauguré en 2012. Ce parcours permet de découvrir les monuments incontournables de la ville et de découvrir son histoire.

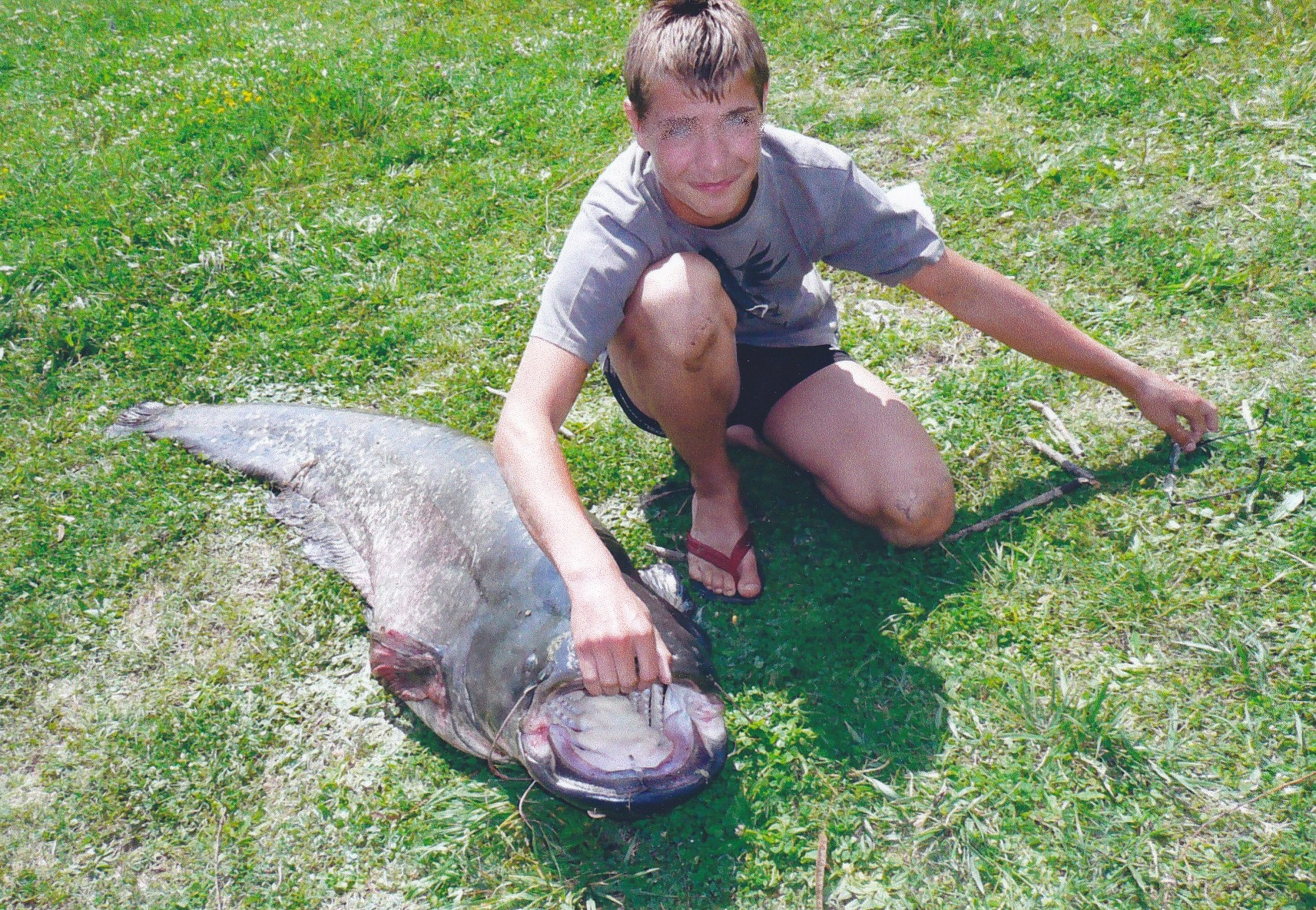
Silure pêché à Seurre en juillet 2011 (près de 60 kg, 205 cm).

La petite ville est fréquentée aussi pour ses spécialités gastronomiques comme la pôchouse seurroise (assemblage de quatre poissons cuits au vin blanc) et pour ses activités de loisir comme la navigation de plaisance, le camping, la natation dans une piscine découverte de 50 mètres, la pratique du ski nautique et la pêche. Ainsi le 30 juillet 2011, un adolescent de 15 ans, passionné de pêche, a capturé un silure de près de 60 kg et 205 cm dans une gravière en communication avec la Saône.

## Culture locale et patrimoine

### Lieux et monuments

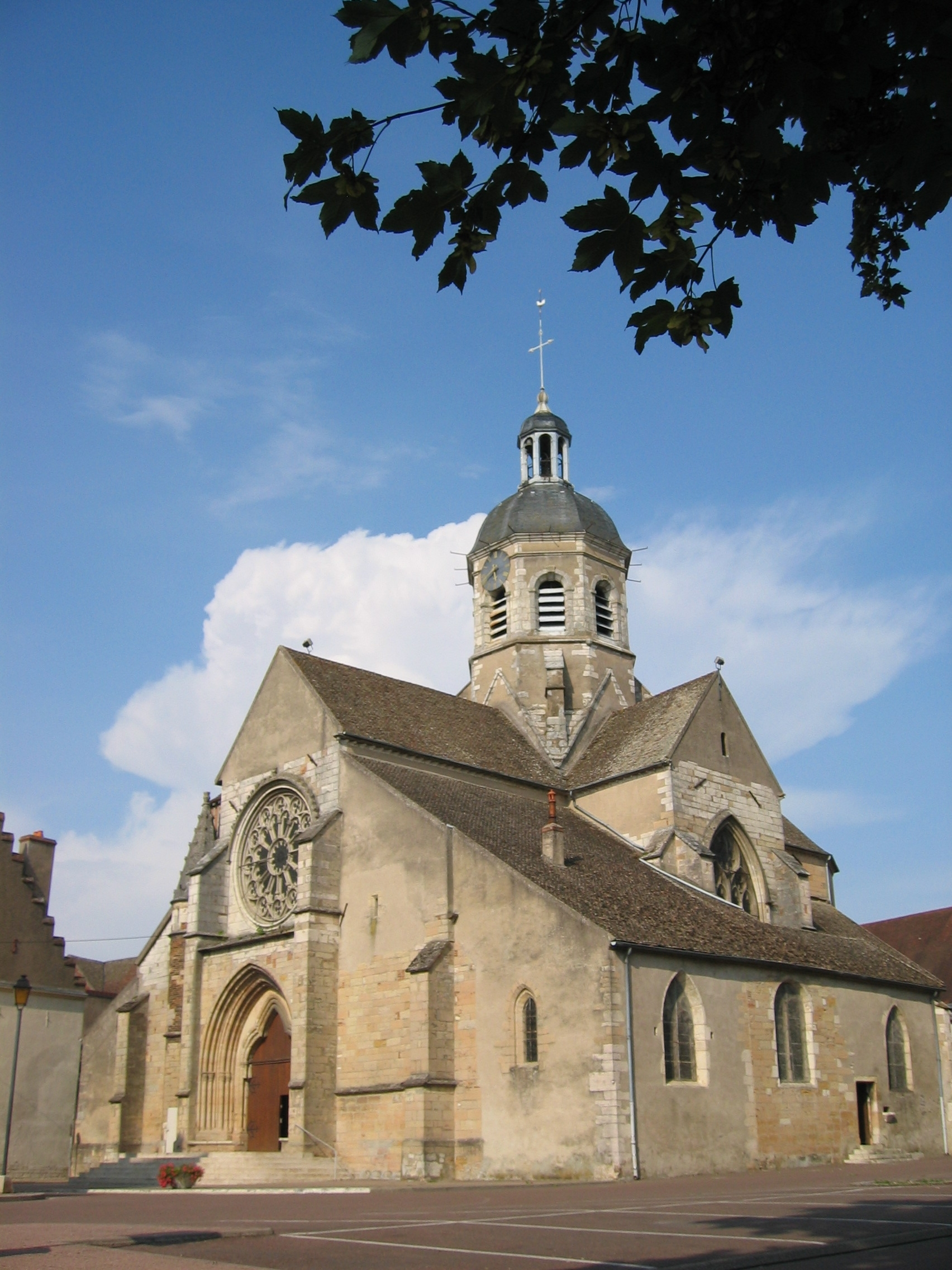
Église Saint-Martin du XIVe siècle.
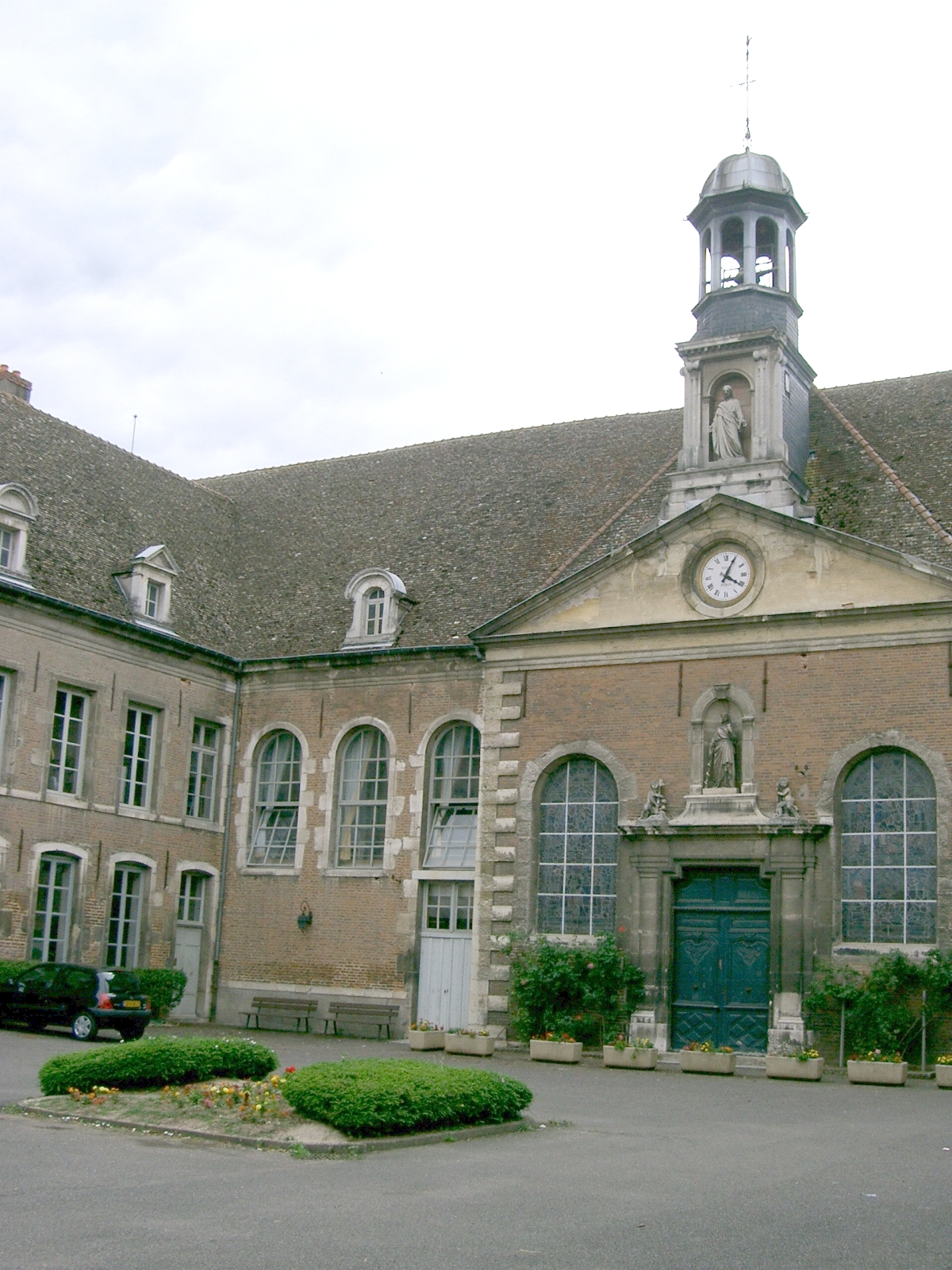
Façade des hospices de Seurre (Hôtel-Dieu du XVIIe siècle).
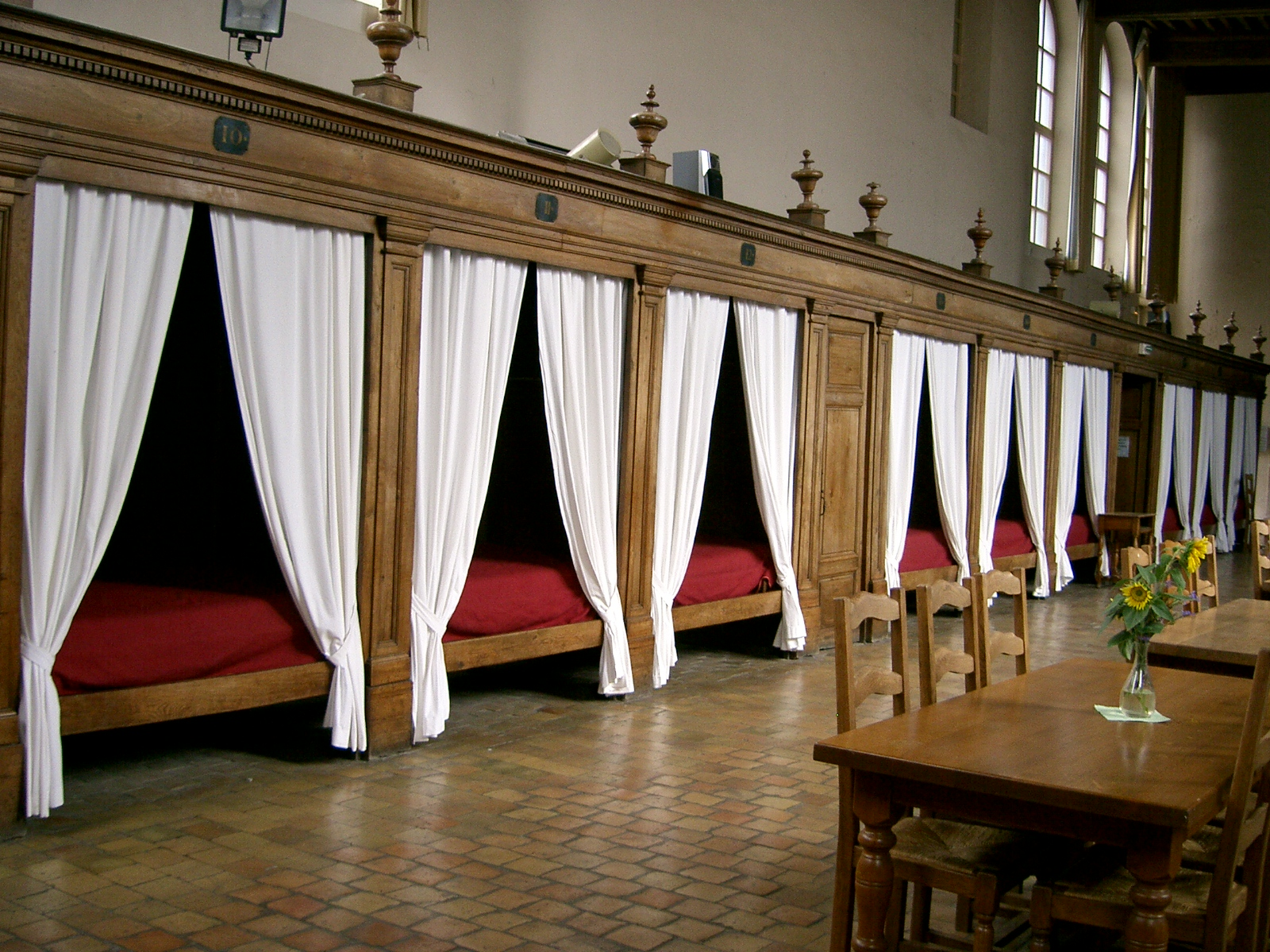
Ancienne salle des malades des hospices de Seurre.
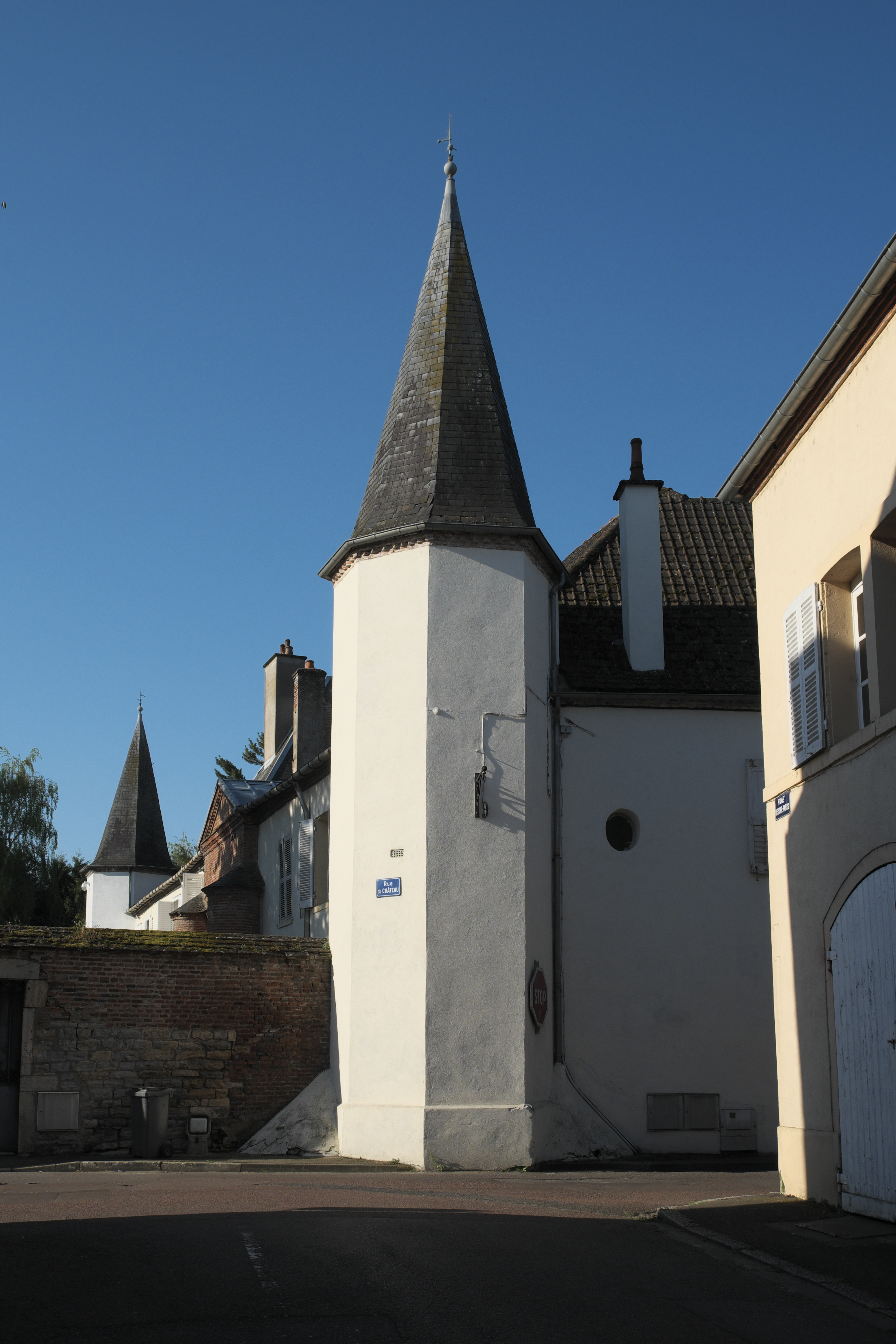
Le château de Seurre.

#### Église Saint-Martin (XIVesiècle) et son orgue Julien Tribuot (1699)
L'église gothique Saint-Martin fut construite à la fin du XIIIe siècle, début du  XIVe siècle. Le portail à arc brisé et la rosace de 6 m de diamètre date de 1399. Le petit clocher campanile à horloge et le clocher pointu de cette époque furent ruinés vers 1730. Le clocher en dôme avec son lanternon datent de 1744. L'ancien chevet plat du chœur passe en 3 pans en 1691 et 3 superbes vitraux de Didron sont installés en 1881. À l'intérieur, plusieurs statues dont un Christ aux liens et une Vierge bourguignonne du XVIe siècle sont remarquables. La chaire à prêcher et les stalles sont de 1705. À voir, un bateau ex-voto de 1842 et le maître-autel en marbre de style Louis XV, offert par Napoléon Ier en 1805. L'orgue (classé monument historique en 1976) est l’œuvre de Julien Tribuot et date de 1699. Il est un vivant témoin de l'école versaillaise du siècle de Louis XIV. Chaque année, il est le centre d'un festival de musique ancienne depuis 1999.

#### Mairie (XVIeetXVIIIesiècles), place de l'Hôte- de-Ville
Ancienne place de l'Estaple ou les mercenaires avaient l'habitude de partager leur butin, le 17 novembre 1754, le fameux Mandrin libéra les prisonniers des geôles de l'hôtel de ville. Ruiné, à la suite des guerres de la Ligue et de la Fronde, l'architecte dijonnais Pierre-Joseph Antoine le reconstruit dans le style néo-classique à partir de 1771. Sur la gauche de la façade on peut voir une décoration qui servait à l'entrée de la cour de la maison du gouverneur située en face de la maison Bossuet. Entre le 1er avril et le 29 mai 1789, le jeune lieutenant Bonaparte, sous les ordres du capitaine Dumanoir du régiment d'artillerie de la Fère d'Auxonne vint à Seurre pour mater une révolte de la population affamée. Sur le perron de la mairie, accompagné du maire Pierre Millot, il déclara à la foule : « Que les honnêtes gens se retirent, je n'ai ordre de tirer que sur la canaille ». Les révolutionnaires de 1789 brûlèrent des papiers municipaux dont la charte de 1278. Dans la salle de l'actuel poste de police, se trouve l'un des deux canons achetés par la ville en 1784 pour la venue de Louis-Joseph de Bourbon, prince de Condé et dernier gouverneur de Bourgogne.

#### Maisons duXVIesiècleauXIXesiècle
- Maison de Bois (XVIe siècle) : la maison du procureur dite « maison de bois », rare témoin des constructions à pans de bois, date du XVIe siècle. Elle possède un léger encorbellement et le hourdis d'origine était composé en torchis. Un décor original en briques cuites l'a remplacé à la fin du XVIIe siècle.
- Maison Bossuet (XVIe siècle) : le trisaïeul de Jacques-Bénigne Bossuet, Étienne né vers 1450, fit construire la maison entre 1504 et 1507. Il fut échevin et maïeur de la ville entre 1513 et 1518. La famille donna des avocats au Parlement de Dijon. Charrons à l'origine, le petit bâtiment à côté de la maison d'habitation à 3 étages, servait d'atelier. Il est relié à celle-ci par un porche, créant ainsi une cour intérieure décorée d'une galerie à balustrade desservant le premier étage. Les décorations extérieures (escargot, coq, pigeon et statue de saint Martin) furent décapitées à la période révolutionnaire. Seul le lapin décorant l'entrée de la tour avec ses choux gothiques ont échappé aux dégradations. Le musée de la Saône et des gens de la Saône occupent les étages et l'Office de Tourisme, le rez-de-chaussée.
- Maison du Gouverneur (XVIe siècle, rem. XIXe siècle), place de l'Hôtel-de-Ville.
- Couvent des Capucins (XVIIe et XVIIIe siècles) : l'ancienne chapelle se situe face à la rue des Capucins et le reste des bâtiments du couvent (vers 1630-1656) dans la rue des Lombards qui se trouvait hors des remparts au Moyen Âge. À la fin de la rue, sur la gauche, l'écurie et le logement des valets dans le logis de l'officier de la gabelle.

#### Château
Le bâtiment à tourelles fut construit en 1625 par le duc Roger II de Saint-Larry de Bellegarde. De 1772 à 1776, Jacques Batailhe de Francès, qui a acheté l'emplacement de l'ancien château au comte de la Marche Louis-François-Joseph, fait construire un pavillon dit « à l'italienne » d'où le surnom « la Francèze ».

#### Hôtel-Dieu(XVIIesiècle)
Initialement Hôtel-Dieu, aujourd'hui musée-hôpital, Grande Rue du Faubourg Saint-Georges.

#### Couvent des Ursulines (XVIIIesiècle)
Ancien collège de jeunes filles géré par les Ursulines et dissout en 1790, il est propriété de la ville depuis 1835 qui y installe une école communale de garçons en 1858. Deux donateurs : P-L-P Dulac et H Boisseau en 1872-74 contribuèrent beaucoup à la réalisation du projet. Elle y demeurera jusqu'en 1960. Il en reste actuellement deux galeries du cloître de 1658 et la chapelle de 1776.

#### Pont de Saône (XVIIIesiècle)
Un premier pont, situé vers l'église et construit par le duc de Bellegarde, fonctionna de 1618 à 1709. Une percée effectuée dans l'ancien grenier à sel et dans l'alignement de la rue de la Saulnerie, permit la construction d'un nouveau pont de cinq arches de 1727 à 1730. Ce nouvel emplacement devint une véritable malédiction ! 1 arche s’effondre en 1731, 2 en 1741 et 2 en 1743. Reconstruit en 1773 par Pierre-Joseph Antoine, il tombe à l'eau en 1804 (sauf les piliers !). Relevé en 1812, il rechute en 1834. Idem de 1836 à 1867. Un pont de fer construit au Creusot en 1868, après un bombardement lors de la dernière guerre mondiale servira quand même jusqu'en 1965. Un emplacement différent fut choisi pour le pont actuel, réparé en 1994.

#### Le jacquemart, rue Sainte-Claire
Classé monument historique en 2004. Provenant sans doute du château de Montmain avant 1815, cet automate fut placé sur l'ancien collège vers 1850. Le personnage est habillé de tricolore et coiffé d'un chapeau chinois, il a perdu sa pipe. Constitué d'une âme de bois recouverte de plaques de zinc, il tient le marteau de ses deux mains et incline la tête à chaque coup sonné des heures et demi-heures. La cloche de 1731 est de provenance différente. Il rythme encore la vie des écoliers aujourd'hui.

#### Halle au blé (XIXesiècle), rue des Halles
De style néo-classique, elle fut édifiée par Claude Phal-Blando en 1857 sur l'emplacement d'un ancien abattoir de 1845. Seurre produisant 200 tonnes de blé par an, elle est devenue nécessaire à partir de 1861 et sert de marché les mardis, vendredis et samedis. Après 1871, les 30 ha de houblon cultivés sur le territoire, supplantent les grains et conduisent à l'instauration de 3 foires en juillet, août et septembre pour ce produit. Après la Seconde Guerre mondiale, elle devient salle des fêtes, à la suite de quelques aménagements.

### Personnalités liées à la commune
- Auguste Morisot, né le 12 avril 1857 à Seurre et mort en 1951 à Bruxelles. Après s'être inscrit aux Beaux Arts de Lyon en 1880, il accompagne en 1886 en tant que dessinateur l'explorateur Jean Chaffanjon pour son expédition sur l'Orénoque au Venezuela (il inspirera d'ailleurs Jules Verne pour son roman Le Superbe Orénoque). De retour à Lyon en 1887, il exerce comme professeur de dessin à Vaise puis à la municipalité de Lyon et enfin aux Beaux Arts de Lyon en 1895 où il alternera profession et peinture mais aussi gravure, photographie, vitrail et design. Son ami Adolphe Appian aura une influence certaine sur lui et l'amènera à découvrir le Valromey dans l'Ain où il peindra souvent en particulier à Charron et Condamine La Doye. On lui doit la restauration de l'Hôtel de Madame Neyron de Champollion à Lyon pour l'architecture et la décoration.
- Louis Carbonnel, né le 1er mars 1858, qui fut également tenté par l'Afrique du Nord mais n'y resta que peu de temps, préférant les bords de Saône, son pays natal. À la fois décorateur et peintre, ce dernier a laissé de nombreux souvenirs dans la région. Une première exposition de ses œuvres eut lieu en 1973 à la Galerie Bossuet. Un legs, en 1999, décidait la mairie à organiser une nouvelle exposition et à rendre hommage au peintre en donnant son nom à une rue de la ville.
- Eugène Blot, né à Seurre en 1883, fut l'élève de Louis Carbonnel dès 1896. Il reçut auprès de son maître une solide formation qui l'autorisa à ouvrir en 1925, à Reims, une École de peinture (l'École Blot), reconnue d'utilité publique en 1928, et bientôt de renommée nationale et internationale, qu'elle conserve encore de nos jours.
- Seurre est également la ville natale de son fils Robert Blot (1907-1983), chef d'orchestre à l'Opéra de Paris et aux concerts Musigrains et compositeur.
- Eugène Spuller, né à Seurre le 8 décembre 1835, est considéré comme un des fondateurs de l'école laïque.
- Narcisse Trullard, né le 29 octobre 1738 et décédé le 12 décembre 1805 à Glanon, militaire et homme politique français.
- Claude-François Michéa, né le 15 mars 1815, mort à Dijon le 18 juillet 1882, aliéniste français qui a fait toute sa carrière à Paris.

### Héraldique
| Blason | Blasonnement : D'azur semé de roses d'argent, au lion couronné d'or brochant sur le tout. |